# Omara Portuondo
Omara Portuondo (Havanna, 1930. október 29. –) kubai énekesnő.
A nagyvilágban a Buena Vista Social Club, és az arról készült Wim Wenders film tette közismertté.

## Fiatalkora és karrierjének kezdete
1930-ban született Havannában, egy háromgyermekes családban. Édesanyja gazdag spanyol családból származott, de megszökött egy hivatásos fekete baseballjátékossal, gyermekeinek leendő édesapjával. Omara 1945-ben táncosnőként kezdte pályáját a havannai Tropicana Clubban, nővérét Haydeet követve. 1952-ben a nővérek két barátjukkal, Elena Bourke-kel és Moraima Secadaval megalakították a Cuarteto las d'Aida énekegyüttest, háttérben a zongorista Aida Diestroval. A csapat jelentős sikerre tett szert, többek között az Amerikai Egyesült Államokban is turnéztak. Ezenkívül a Tropicanában együtt szerepeltek Nat King Cole-lal is, továbbá készítettek egy lemezt az RCA Victor lemezkiadónál. 1959-ben Portuondo kiadott egy szólóalbumot „Magia Negra” címmel, ami dzsesszt és kubai zenét egyaránt tartalmazott.
Haydee 1961-ben kivált a csapatból, mert az USA-ba költözött, ennek ellenére Omara továbbra is az Aidában énekelt egészen 1967-ig.

## Az 1967-1996 közötti évek
1967-ben szólókarrierbe kezdett. Még ugyanebben az évben fellépett a sopoti fesztiválon Lengyelországban, ahol együtt énekelte Juanito Márquezszel a Como un Milagro című dalt. az 1970-es években mindvégig az Orchestra Aragon nevű charanga zenekarral lépett fel szerte a világon.
1974-ben Martin Rojas gitárossal elkészítette a legtöbb bírálatot kiváltó felvételét, amelynek dalaival Salvador Allende chilei elnököt és a chilei népet magasztalta egy évvel az Augusto Pinochet tábornok vezette katonai puccs után. A lemez egyik dala, a gyönyörű Hasta Siempre kiemelkedett a többi dal közül, ami Ernesto Che Guevarát dicsőítette.
Az 1970-es és 1980-as években továbbra is jelentős sikereket ért el külföldön és hazai pályán egyaránt. Többek között turnézott, lemezeket adott ki, filmekben játszott és saját tv-sorozata is volt.

## A Buena Vista és a későbbi évek
1996-ban Compay Segundóval duettet énekelt a Buena Vista Social Club című albumon 1996-ban. Két évvel később az album Wim Wenders rendezte filmváltozatban is szerepelt.
A film elkészülte után még két albummal jelentkezett: a Buena Vista Social Club presents Omara Portuondo-val 2000-ben és a Flor de Amorral 2004-ben. 2005 júliusában a berlini Classic Open Air Fesztiválon lépett fel legfontosabb dalaival szimfonikus zenekar kíséretével 7000 ember előtt. A teljes műsort egy régi munkatárs, Roberto Sánchez Ferrer hangszerelte, akivel hajdanán a Tropicalban dolgozott együtt.

## Lemezei
- 1959: Magia Negra (és Julio Gutiérrez)
- 1960: Seis Voces y un Sentimiento
- 1967: Omara Portuondo
- 1967: Esta es Omara Portuondo
- 1974: Omara Portuondo: Omara!
- 1975: Omara Portuondo & Martín Rojas
- 1981: Y Tal Vez
- 1983: Canta El Son
- 1984: Omara Portuondo, Adalberto Alvarez Y Su Son
- 1992: Pensamiento
- 1996: Palabras
- 1997. Buena Vista Social Club
- 1998: Desafios (és Chucho Valdés)
- 1999: Oro Musical
- 2000: Buena Vista Social Club Presents Omara Portuondo
- 2000: Omara Portuondo: Roots of Buena Vista
- 2000: Roots of Buena Vista: La Novia Del Feeling
- 2000: La Gran Omara Portuondo
- 2001: Dos Gardenias
- 2001: La Sitiera
- 2001: You
- 2002: Joyas Inéditas
- 2003: La Colección Cubana
- 2004: Flor De Amor
- 2004: Together (& Ibrahim Ferrer
- 2004: Together Again (és Ibrahim Ferrer)
- 2005: Sentimiento
- 2005: Lágrimas Negras (Canciones y Boleros)
- 2006: The Essential Omara Portuondo
- 2006: Quiereme Mucho
- 2006: Together (és Celina González)
- 2007: Singles
- 2007: Duets
- 2008: Maria Bethânia e Omara Portuondo
- 2008: Gracias
- 2011: Omara & Chucho Valdés
- 2014: Magia Negra: The Beginning
- 2018: Omara Siempre

## Filmek
- 1999: Buena Vista Social Club
- 2007: Live in Montreal
- 2008: Omara Portuondo & Maria Bethânia Live
- 2011: Omara & Chucho